# United International Pictures
United International Pictures (UIP) är ett internationellt distributionsbolag för biograffilmer med huvudkontor i London, gemensamt ägt av de amerikanska studiobolagen Paramount Pictures och Universal Pictures.
Bolaget startades 1970 gemensamt av Paramount och Universal under namnet Cinema International Corporation (CIC). Syftet var att minska bolagens distributionskostnader. 1973 beslöt Metro-Goldwyn-Mayer att lägga ner sin egen distributionsorganisation och gick in som tredje partner i CIC, som övertog distributionen av MGM-filmer utanför Nordamerika. Den nordamerikanska distributionen av MGM-filmer överlämnades till United Artists.
När MGM 1981 köpte upp United Artists, som hade en egen distributionsorganisation utanför Nordamerika, ville MGM hoppa av samarbetet. Men efter intensiva förhandlingar med de två andra delägarna blev det istället en omorganisation som innebar att United Artists distributionsorganisation utanför Nordamerika slogs ihop med CIC:s och den nya organisationen döptes om till United International Pictures (UIP).
År 2001 sålde MGM tillbaka sin andel av UIP och flyttade sin internationella distribution till 20th Century Fox. UIP blev därmed på nytt ett 50/50 företag mellan Universal och Paramount.
År 2007 påbörjades en stor omorganisation som innebar att UIP delvis bröts upp, genom att Paramount och Universal startade egna distributionsbolag i 15 "nyckelländer", som Storbritannien, Tyskland, Ryssland, Japan, Italien, Frankrike, Nederländerna, Mexiko och Brasilien. I praktiken innebar det att 15 av UIP:s största lokala distributionsbolag övertogs av lokala Paramount- eller Universal-bolag (i inget av länderna har bägge bolagen distributionsbolag). Överenskommelsen innebar att de nya bolagen under en tid även skulle ombesörja distributionen av den andre UIP-partnerns filmer under en viss tid.
För de återstående länderna fortsätter UIP-samarbetet tills vidare. År 2012 har UIP egna lokala distributionsbolag i 18 länder, bland annat Sverige, Danmark och Norge, samt distributionsavtal med lokalt ägda distributionsbolag i ytterligare 43 länder, däribland Finnkino i Finland. Förutom Universals och Paramount filmer sköter man även den internationella distributionen åt DreamWorks Animation. UIP:s huvudkontor ligger fortfarande i London, även om UIP inte längre sköter distributionen i Storbritannien.
United International Pictures är ett medlemsföretag i Svenska Antipiratbyrån.